# Gunbai

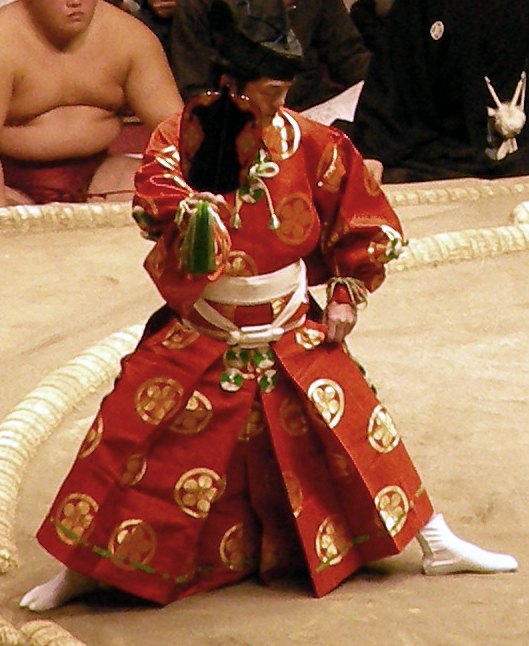
Un gyōji de sumo empuñando un gunbai.

El gunbai (軍配, abreviatura de 軍配団扇 gunbai uchiwa) es un tipo de abanico de guerra japonés.

## Descripción
Los gunbai fueron usados por los oficiales samurái en Japón para comunicar órdenes a sus tropas, y eran sólidos, no plegables, y por lo general hechos de madera, madera revestida con metal o metal sólido.
Es también un accesorio de llave de un gyōji del sumo profesional. Uno de sus usos se encuentra al final de un combate, cuando el gyōji señala con el gunbai al luchador él juzga al vencedor. Reflejando esto, la decisión misma del gyōji es a menudo referida informalmente como un gunbai. Si esto se pone en duda el shimpan (árbitros) celebran una consulta, una decisión de defender el fallo del gyōji, anunciada como gunbai-dori (軍配通り), literalmente "de acuerdo al gunbai", mientras que la decisión de darle vuelta es gunbai sashichigae (軍配差し違え), literalmente "gunbai perdido".